# Пешка (сянци)

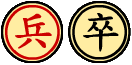
Красная и чёрная
пешка сянци.

Пешка — слабейшая из атакующих фигур в китайских шахматах сянци.
В начальной расстановке сянци у каждой стороны есть по 5 пешек, стоящих на 4-й (от игрока) горизонтали, на всех нечётных вертикалях. Эти пункты их начального месторасположения на доске сянци отмечены специальными перекрестиями.

## Обозначение
Как и у большинства фигур сянци, обозначения красных и чёрных пешек различны:
- Красная пешка — кит. трад. 兵, упр. 兵, пиньинь bīng, «бин» — «солдат».
- Чёрная пешка — кит. трад. 卒, упр. 卒, пиньинь zú, «цзу» — «рядовой».

Обозначение в западной нотации: P.

## Правила хода
На своей территории пешка ходит только на одну точку вперёд. После второго хода, перейдя реку, пешка получает дополнительно способность ходить вбок, также на одну точку.
Пешка, достигшая последней линии, называется «старая пешка». Такая пешка может ходить только вбок.

## Свойства
Хотя пешка и является слабейшей фигурой сянци, одинокая (не старая) пешка, с помощью своего короля, приносит выигрыш против одинокого короля: сначала открытый король на центральной вертикали блокирует горизонтальное движение вражеского короля, после чего пешка блокирует его вертикальное передвижение.
- Иногда одна высокая пешка может принести победу против одного советника
- Две высокие пешки всегда приносят победу против двух советников,
- Три высокие пешки почти всегда приносят победу против полного набора защитных фигур (2 слона + 2 советника)[1].

## Отношение к пешкам руководителейКПК
Пешка сянци была одной из любимых фигур Мао Цзэдуна:
«Особое внимание Мао Цзэдун уделял пешкам. Он говорил, что следует ценить свои пешки, так как после пересечения реки они могут бесстрашно продвигаться вперёд. Столкнувшись с королём, они должны идти смело, и тогда смогут застать его врасплох и создать противнику большие неприятности.»
Аналогичным было и отношение к пешкам Чжоу Эньлая:
«В сентябре 1945 года Чжоу Эньлай и Мао Цзэдун начали в Чунцине мирные переговоры с Гоминьданом. Во время этих переговоров Чжоу убедительно возражал Чану. Чтобы сохранить лицо, Чан предложил Чжоу сыграть в сянци ... Чжоу сказал с юмором: "Хорошо. Интересно будет сыграть с тобой".

...Наконец, Чан проиграл. После этого Чжоу сказал ему наставительно: "Тактика твоих пушек была эффективна. Но ты пренебрёг моими пешками". Смутившись, Чан ответил: "Твоя тактика гораздо лучше моей". Затем он погрузился в уныние».